# Otophryne pyburni
Espèce
Statut de conservation UICN

 LC  : Préoccupation mineure
Otophryne pyburni est une espèce d'amphibiens de la famille des Microhylidae.

## Répartition
Cette espèce se rencontre entre 100 et 1 100 m d'altitude dans le nord du Brésil, en Colombie, au Guyana, en Guyane, au Suriname et au Venezuela.

## Étymologie
Cette espèce est nommée en l'honneur de William Frank Pyburn.

## Publication originale
- Campbell & Clarke, 1998 : A Review of Frogs of the Genus Otophryne (Microhylidae) with the Description of a new Species. Herpetologica, vol. 54, no 3, p. 301-317.